# Formigine
Formigine is een gemeente in de Italiaanse provincie Modena (regio Emilia-Romagna) en telt 34.406 inwoners (31-05-2023). De oppervlakte bedraagt 46,76 km², de bevolkingsdichtheid is 740 inwoners per km².
De volgende frazioni maken deel uit van de gemeente: Casinalbo, Colombaro, Corlo, Magreta.
Inwoner zitten bekend zoals formiginesi, of tevens pinellesi. Notabele mijlpaal opnemen naar de Media Toren (13e eeuw), Villa Mannetjesgans, tevens weet zoals Resistence's Villa of Aggazzotti (wel ruimte van naar de openbare leeszaal), naar de Kluizenaar Enrico zaal (wel museum) en naar de San Bartolomeo Kerk.

## Demografie
Formigine telt ongeveer 11666 huishoudens. Het aantal inwoners steeg in de periode 1991-2001 met 12,8% volgens cijfers uit de tienjaarlijkse volkstellingen van ISTAT.
| Jaar | Inwoneraantal |
| ---- | ------------- |
| 1991 | 26.667        |
| 2001 | 30.073        |

## Geografie
De gemeente ligt op ongeveer 82 m boven zeeniveau.
Formigine grenst aan de volgende gemeenten: Casalgrande (RE), Castelnuovo Rangone, Castelvetro di Modena, Fiorano Modenese, Maranello, Modena, Sassuolo.

## Geboren
- Cristian Zaccardo (21 december 1981), voetballer